# Geomysaprinus oblongus
Geomysaprinus oblongus är en skalbaggsart som först beskrevs av Wenzel 1944.  Geomysaprinus oblongus ingår i släktet Geomysaprinus och familjen stumpbaggar. Inga underarter finns listade i Catalogue of Life.